# Peter Wolf (Mediziner)
Traugott Peter Wolf (* 21. Dezember 1938 in Winnenden) ist ein deutscher Neurologe, Epileptologe und Hochschullehrer. Er war langjähriges Vorstandsmitglied der Internationalen Fachgesellschaft International League against Epilepsy (ILAE).
Im Jahre 2002 gründete er zusammen mit seiner Frau die gemeinnützige Prof. Dr. Peter & Jytte Wolf – Stiftung für Epilepsie.

## Leben
Wolf studierte Medizin in München, Wien und Heidelberg. Es folgte die Facharztweiterbildung in Neurologie und Psychiatrie ab 1966 in Heidelberg bei Paul Vogel, Dieter Janz und Walter von Baeyer sowie seine Promotion 1968 bei Walter Bräutigam über das Thema „Geschlechtswechsel bei Hermaphroditen“. 1973 ging er mit seinem Mentor Dieter Janz an die Freie Universität Berlin, wo er sich 1977 mit einer Abhandlung über „Psychosen bei Epilepsie“ habilitierte und 1979 zum Professor ernannt wurde. 1985 wurde er an die Epilepsieklinik Mara (heute Krankenhaus Mara) in Bethel (Bielefeld) berufen, die sich unter seiner Leitung zu einem Forschungszentrum für epileptische Erkrankungen mit neuen Abteilungen für Epilepsiechirurgie, Psychotherapie bei Anfallskrankheiten und Epilepsierehabilitation entwickelte.
Nach seinem altersbedingten Ausscheiden als Ärztlicher Leiter der Epilepsieklinik Mara ging er 2003 nach Dänemark als Professor für Neurologie mit Schwerpunkt Epilepsie an der Universitätsklinik Rigshospitalet in Kopenhagen (bis 2008). Parallel dazu arbeitete er als Oberarzt am Dänischen Epilepsiezentrum Filadelfia in Dianalund, dem er seit seiner Pensionierung 2014 als ehrenamtliches Mitglied der Forschungsgruppe weiter verbunden ist.
In 2014 erhielt er eine Gastprofessur an der Universidade Federal de Santa Catarina in Florianópolis (Brasilien), der er seither als Mitglied des Postgraduiertenprogramms der Medizinischen Fakultät angehört. 2021 erhielt er eine Professur an der Abteilung für Neurologie des Universitätsklinikums Vilnius (Litauen).
Wolf ist verheiratet mit Jytte Wolf geb. Jepsen.

## Wirken
Seit 1983 ist Wolf im Stiftungsrat der Stiftung Michael. In der internationalen Fachgesellschaft International League against Epilepsy (ILAE) war er von 1981 bis 1989 Vorsitzender der Klassifikationskommission, Generalsekretär (1993–2001) und von 2005 bis 2009 Präsident. 1996 gründete er die Europäische Epilepsie-Akademie (EUREPA), die sich in erster Linie der Entwicklung der Epileptologie besonders in Osteuropa, sowie dem französisch- und portugiesischsprachigen Afrika widmete. Durch die Akademie initiierte er das Fernstudienprogramm VIREPA der ILAE. Als ILAE-Präsident erklärt er Fortbildung zur ersten globalen Priorität der internationalen Organisation. 2007 ruft er die jährliche Ostsee-Sommerschule für Epilepsie (Baltic Sea Summer School on Epilepsy – BSSSE) ins Leben, die er seither leitet. Ebenso ist er der jährlichen Lateinamerikanischen Sommerschule für Epilepsie (LASSE) in São Paulo als Lehrender (tutor) eng verbunden.
Seit 2010 organisierte er mehrere internationale Forschungskonsortien zum Thema Epilepsia partialis continua und zu exogenen Einflüssen auf die Entstehung epileptischer Anfälle.
Zusammen mit seiner Frau gründete er 2002 aus privaten Mitteln die Epilepsiestiftung Wolf. Die Stiftung fördert Forschung, Bildung und Strukturverbesserungen und vergibt u. a. den jährlichen Dieter Janz-Preis zur Förderung des epileptologischen Nachwuchses. Neben Peter Wolf als Vorsitzendem bilden Hajo Hamer (Epilepsiezentrum des Universitätsklinikums Erlangen) und Thomas Mayer (Sächsisches Epilepsiezentrum Radeberg) den Vorstand der gemeinnützigen Stiftung.
Ämter
- 1981–1989 Vorsitzender der Kommission für Klassifikation und Terminologie der International League against Epilepsy (ILAE)[15]
- 1987–1989 1. Vorsitzender der Deutschen Gesellschaft für Epileptologie (DGfE)[16]
- 1994–1995 Präsident der Deutschen Gesellschaft für Klinische Neurophysiologie (DGKN)
- 1993–2001 Generalsekretär der ILAE[2]
- 2005–2009 Präsident der ILAE[2]
- 2009–2013 Past President der ILAE[2]

## Auszeichnungen (Auswahl)
- 1982: Ambassador for Epilepsy der Internationalen Liga gegen Epilepsie (International League against Epilepsy, ILAE) und des Internationalen Büros für Epilepsie (International Bureau for Epilepsy, IBE)
- 2002: European Epileptology Award der ILAE[17]
- 2009: Otfrid Foerster-Medaille der Deutschen Gesellschaft für Epileptologie (DGfE)[18]
- 2013: Romberg-Glas der Deutschen Gesellschaft für Neurologie (DGN)[19][20]
- 2023: Lifetime Achievement Award[21] der ILAE und IBE

Wolf ist korrespondierendes Mitglied und Ehrenmitglied mehrerer wissenschaftlicher Gesellschaften im In- und Ausland.

## Publikationen (Auswahl)
Neben der aktiven ärztlichen Tätigkeit war Wolf gesundheitspolitisch und ist nach wie vor intensiv wissenschaftlich tätig, mit rund 500 Publikationen über zahlreiche Aspekte der Epilepsie (z. B. zu Reflexepilepsien, zur Kulturgeschichte und zu Krankheitstheorien der Epilepsie), die als Bücher oder in Fachzeitschriften erschienen sind.
- Geschlechtswechsel bei Hermaphroditen. Dissertation, Heidelberg 1968.
- Psychosen bei Epilepsie, ihre Bedingungen und Wechselbeziehungen zu Anfällen. Habilitationsschrift, Berlin 1976.

- mit M. Trimble: Biological Antagonism and Epileptic Psychosis. In: Brit. J. Psychiat. 1985; 146: 272–276. doi:10.1192/bjp.146.3.272

- mit R. Gooßes: Relation of photosensitivity to epileptic syndromes. In: J. Neurol. Neurosurg. Psychiat. 1986; 49: 1386–1391. doi:10.1136/jnnp.49.12.1386
- als Hrsg.: Epileptic Seizures and Syndromes, with Some of their Theoretical Implications. J.Libbey: London 1994. ISBN 978-0-86196-430-7
- mit N. Okujava: Possibilities of non-pharmacological conservative treatment of epilepsy. In: Seizure 1999; 8: 45–52. doi:10.1053/seiz.1998.0243
- mit D. v. Engelhardt u. a.: „Das ist eine alte Krankheit“ – Epilepsie in der Literatur. Schattauer, Stuttgart 2000. ISBN 978-3-79452097-8
- mit S. Shorvon u. a.: International League against Epilepsy 1909–2009. A Centenary History. Wiley-Blackwell, Oxford 2009. ISBN 978-1-4051-8955-2
- The epileptic aura in literature: Aesthetic and philosophical dimensions. An essay. In: Epilepsia 2013; 54: 415–424. doi:10.1111/epi.12051
- mit E.M.T. Yacubian u. a.: Juvenile myoclonic epilepsy: A system disorder of the brain. In: Epilepsy Research 2015; 114: 2–12. doi:10.1016/j.eplepsyres.2015.04.008
- Remission of epilepsy as a function of time. In: Epilepsy & Behavior 2016; 61:46–50. doi:10.1016/j.yebeh.2016.04.043
- A country fool’s progress. Reflections on a career in epilepsy. In: Epilepsy & Behavior 2017;74:173–176. doi:10.1016/j.yebeh.2017.06.034
- mit J. Moritz u. a.: Control perceptions in epilepsy: a transcultural case-control study with focus on auras. In: Epilepsy & Behavior 2018; 88:130–138. doi:10.1016/j.yebeh.2018.09.005

- Reflex epilepsy with higher level processing. In: S. Shorvon u. a. (Hrsg.) The Causes of Epilepsy, 2nd ed. Cambridge Univ Pr, Cambridge 2019, 898–903. ISBN 978-1-108-42075-4
- Margiad Evans (1909–1958): A writer's epileptic experiences and their reflections in her work. In: Epilepsy & Behavior 2020; 102: 106677. doi:10.1016/j.yebeh.2019.106677
- The inside experience of epilepsy: An essay about the importance of subjectivity. In: Seizure 2021; 90: 172–174. doi:10.1016/j.seizure.2021.01.006
- Has stigma changed? The image of epilepsy in literature. An essay. In: Epilepsy & Behavior 2022; 137: 108921. doi:10.1016/j.yebeh.2022.108921
- mit S. Haut u. R. Michaelis: Psycho-behavioral therapies in epilepsy. In: J. Engel u. S.L. Moshé. Epilepsy: A Comprehensive Textbook. 3rd Ed. Wolters Kluwer, Alphen, Netherlands 2023, 1699–1706. ISBN 978-1-975105-52-5